# Phlebiopsis ravenelii
Phlebiopsis ravenelii är en svampart som först beskrevs av Mordecai Cubitt Cooke, och fick sitt nu gällande namn av Hjortstam 1987. Phlebiopsis ravenelii ingår i släktet Phlebiopsis och familjen Phanerochaetaceae.   Inga underarter finns listade i Catalogue of Life.